# Paxamos
Paxamos (altgriechisch Πάξαμος; lat. Paxamus) war ein antiker griechischer Autor zu verschiedenen Themen und Kinädologe. Da er Autor eines Kochbuchs war, vermutete Nicolas Rigault bereits im 17. Jahrhundert, dass der Zwieback Paximadi nach ihm benannt wurde. Noch heute findet diese Ansicht die größte Zustimmung.

## Leben
Paxamos lebte im 1. Jahrhundert v. Chr. Seine Herkunft ist umstritten. Da er ein Werk über die Geschichte Böotiens schrieb, wurde vermutet, dass er von dort stammen könnte. Willy Morel vermutete jedoch, da sein Name eindeutig ägyptisch sei, müsse er von dort stammen. Möglicherweise stammte er wie Iulius Pollux und Athenaios, die aus seinen Büchern zitierten, aus Naukratis.

## Werke
Nach dem byzantinischen Lexikon Suda verfasste Paxamos fünf Schriften: Böotika (altgriechisch Βοιωτικά), die Geschichte Böotiens in zwei Büchern, Opsartytika (altgriechisch `Οψαρτυτικά = Vorspeisen), ein Kochbuch  in alphabetischer Reihenfolge, Dodekatechnon (altgriechisch Δωδεκάτεχνον = zwölf Künste), ein erotisches Buch über Liebesstellungen, Die Kunst des Färbens (altgriechisch Βαφικά) in zwei Büchern und Über die Landwirtschaft (altgriechisch Γεωργικά) in zwei Büchern. Keines seiner Werke hat bis heute überdauert, es existieren aber einige, kürzere Auszüge bei anderen Autoren.
Über die Böotika ist nichts weiter bekannt. Karl Müller vermutete, dass Werke über Böotien allgemein so beliebt waren wie zum Beispiel über Rhodos und Babylonien und deshalb die Autorschaft nichts über die Herkunft des Paxamos aussagen würde. Athenaios, der Paxamos als Autor sehr verehrte, erwähnt Isikia (altgriechisch ἰσίκια; lat. isicium oder insicium), ein Gericht aus gehacktem Fleisch und Gewürzen aus dessen Kochbuch. Der Kirchenvater Hieronymus erwähnt Soßen nach dem Rezept von Paxamos. Möglicherweise hatte Dodekatechnon Bezug zu der griechischen Hetäre Kyrene, die auch Dodekamechanos genannt wurde.
Die meisten erhaltenen Passagen entstammen jedoch dem Werk über die Landwirtschaft und finden sich in dem Sammelwerk Geoponica.